# Hans Petersen
Hans Valdemar Petersen (ur. 13 stycznia 1930 w Tønder, zm. 13 czerwca 2013) – duński pięściarz, uczestnik igrzysk olimpijskich w 1952 w Helsinkach i igrzysk olimpijskich w 1956 w Melbourne.

## Kariera
Na igrzyskach w Helsinkach w 1952 roku wziął udział w turnieju w wadze lekkopółśredniej, w pierwszej walce przegrał 0:3 reprezentantem Rumunii Ferenczem Ambruşem. Na igrzyskach w Melbourne wziął udział w turnieju w wadze lekkopółśredniej; w pierwszej walce wygrał decyzją sędziów z Carlosem Rodríguezem reprezentującym Wenezuelę, a w drugiej rundzie przegrał decyzją sędziów z reprezentantem Rumunii Constantinem Dumitrescu.